# Ytri-Rangá
Ytri-Rangá er en elv på Island, der er kendt og populær for laksefiskeri. Den er over 55 km lang, begynder nord for Hekla, forløber vest om Hella før den, 10 km længere sydpå løber sammen med floden Þverá for at blive til Hólsá.

63°46′39″N 20°28′44″V / 63.7776°N 20.4788°V